# Gränsstaterna

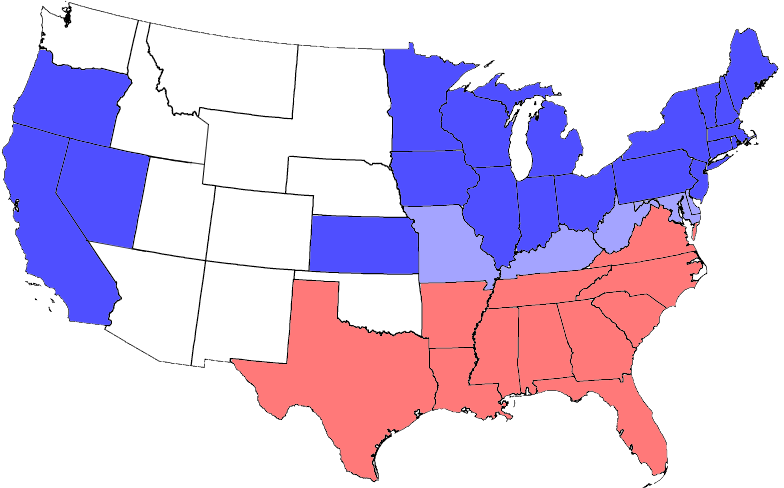
Gränsstaterna i ljusblått, Nordstaterna i mörkblått och Amerikas konfedererade stater i rosa.

Gränsstaterna (engelska: Border states), är de delstater i USA som tillät slaveri, men fortsatte att vara medlemmar i unionen efter att Amerikas konfedererade stater bildats 1861. På så sätt blev gränsstaterna strategiska i amerikanska inbördeskriget.
Gränsstaterna är Missouri, Kentucky, West Virginia (som bröt sig loss från Virginia), Maryland och Delaware. Beroende på definition räknas gränsstaterna ibland till sydstaterna.